# وليام سبري
وليام سبري (1864 - 1929) ( بالإنجليزية William Spry ) سياسي أمريكي ينتمي إلى الحزب الجمهوري. ولد سبري في 11 كانون الثاني - يناير من سنة 1864 في انجلترة هاجر إلى إقليم يوتا مع والديه وهو في سن الحادية عشر. شغل وليام سبري منصب حاكم على ولاية يوتا في سنة 1909 واستمر في منصبه كحاكم على ولاية يوتا حتى سنة 1917 . وفي سنة 1921 شغل سبري منصب المفوض الاتحادي لللأراضي العامة واستمر في شغل هذا المنصب حتى وفاته في 21 نيسان - ابريل من سنة 1929.